# ATC 코드 M
ATC 코드 M는 ATC 코드의 근골격계 부분에 작용하는 약물을 정리한 코드이다.

동물용 의약품을 위한 코드(ATCvet 코드)의 경우 인체의약품 코드 앞에 Q가 들어가게 된다. 예 : QM...